# Михалі (Нейський район)
Михалі (рос. Михали) — село в Нейському районі Костромської області Російської Федерації.
Населення становить 219 осіб. Входить до складу муніципального утворення Михалевське сільське поселення.

## Історія
У 1936-1944 роках населений пункт належав до Ярославської області. Від 1944 року належить до Костромської області.
Від 2007 року входить до складу муніципального утворення Михалевське сільське поселення.

## Населення
| 2008 | 2010 | 2014 |
| ---- | ---- | ---- |
| 166  | ↗241 | ↘219 |